# Rhinolophus montanus
Rhinolophus montanus är en fladdermus i familjen hästskonäsor som förekommer i Östtimor. Populationen listades en längre tid som underart till Rhinolophus philippinensis och sedan 2002 godkänns den som art.

## Utseende
Individerna som var kända vid artens beskrivning hade 44,0 till 45,8 mm långa underarmar, en kroppslängd (huvud och bål) av 48 till 50 mm, en 25 till 31 mm lång svans och 25 till 27 mm stora öron. De var så lite mindre än nominatformen av Rhinolophus philippinensis. Den lite ulliga pälsen på ovansidan är grå och undersidans päls är något ljusare samt mer brunaktig. Hudflikarna på näsan (bladet) har en rosa färg. Liksom hos andra släktmedlemmar liknar bladets huvuddel en hästsko och på den finns ett utskott som liknar en lansett i formen. Denna lansett är ganska bred jämförd med samma struktur hos Rhinolophus philippinensis.

## Utbredning och ekologi
Arten hittades fram till 2016 vid fyra olika ställen i Östtimor mellan 40 och 1220 meter över havet. Den upptäcktes till exempel i en grotta samt i ett hålrum i berget som skapades av människor. Med hjälp av lätet som används för ekolokaliseringen identifierades olika flygande exemplar som Rhinolophus montanus. De höll till i en galleriskog samt i en annan skog med lövfällande träd.
Lätets frekvens ligger ungefär vid 37 kHz.

## Status
Tidvis antogs att arten är utdöd men 2007 och 2012 blev den åter upptäckt. Troligtvis är arten känslig för landskapsförändringar och för störningar vid viloplatsen. På grund av det begränsade utbredningsområde listas Rhinolophus montanus av IUCN som starkt hotad (EN).